# Física atmosfèrica
La física atmosfèrica és l'aplicació de la física a l'estudi de l'atmosfera
Els físics atmosfèrics miren de trobar models tant per a l'atmosfera terrestre com per a les atmosferes d'altres planetes utilitzant equacions de flux de fluids, models químics, balanços de radiació i processos de transferència d'energia en l'atmosfera, així com els lligams amb altres sistemes com els oceans. Per tal de modelar sistemes de temps atmosfèric, els físics atmosfèrics empren elements de la teoria de la dispersió, models de propagació ondulatòria, física dels núvols, mecànica estadística i estadística espacial, totes elles altament matemàtiques i relacionades amb la física. La física atmosfèrica te lligams propers amb la meteorologia i la climatologia i també cobreix el disseny i construcció d'instruments per estudiar l'atmosfera i la interpretació de les dades que proporcionen, incloent-hi instruments de teledetecció. Al començament de l'edat espacial i la introducció de coets, sònics, l'aeronomia esdevingué una subdisciplina respecte de les capes superiors de l'atmosfera, on la dissociació i la ionització són importants.

## Teledetecció

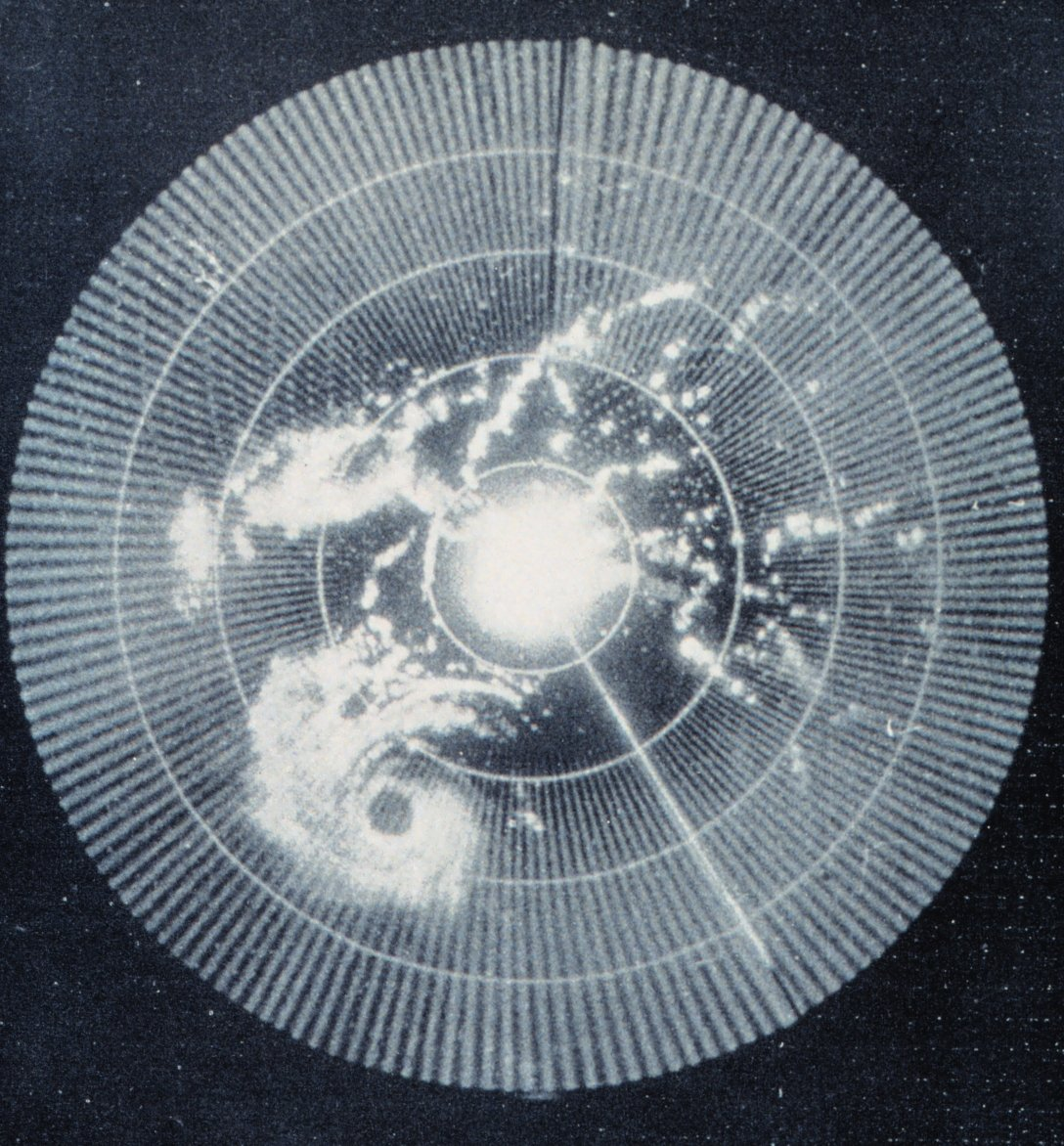
La lluentor pot indicar reflectivitat com en aquesta imatge de radar meteorològic de 1960 (Huracà Abby). La freqüència del radar, forma de polsació, i l'antena en gran part determina el que es pot observar.

La teledetecció és l'adquisició d'informació d'un objecte o d'un fenomen a petita o gran escala, mitjançant  l'ús de dispositius d'enregistrament que no es troben físicament en contacte amb l'objecte real (com seria el cas d'aeronaus, naus espacials, satèl·lits, boies o vaixells). Actualment, el terme es refereix generalment a l'ús de tecnologies d'imatgeria per sensors que inclouen però no es limiten a l'ús d'instruments a bord d'aeronaus i naus espacials, i és diferent d'altres camps relacionats amb la imatgeria com la imatgeria mèdica.
A la pràctica, la teledetecció se serveix d'una col·lecció de diferents dispositius utilitzats per recollir informació sobre un objecte o àrea. Per exemple, les plataformes de recollida d'informació de l'observació de la Terra o de satèl·lits meteorològics monitoren mitjançant ultrasons, imatgeria per ressonància magnètica (IRM), tomografia per emissió de positrons i sondes espacials.
Hi ha dues classes de teledetecció:
- Passiva: es tracta de la lectura per part de sensors de la radiació natural emesa o reflectida per l'objecte d'estudi o per l'àrea circumdant. Per exemple, la llum solar reflectida és la font més comuna de radiació que mesuren els sensors passius. Exemples de sensors remots passius inclouen la fotografia, l'infraroig, els sensors CCD i els radiòmetres.
- Activa: la detecció activa, en canvi, requereix l'emissió d'energia per tal d'escanejar objectes i àrees; la reflexió o dispersió d'aquesta energia per part de l'objecte serà detectada i mesurada posteriorment per un sensor. El Radar, el LIDAR, i el SODAR són exemples de tècniques de teledetecció activa que s'usen en física atmosfèrica, on el retard de temps entre emissió i retorn es mesura i s'estableix la ubicació, l'alçada, la velocitat i la direcció d'un objecte.[1]

La teledetecció evita o complementa la recollida d'informació sobre el terreny quan aquesta esdevé una opció molt més costosa i lenta, assegurant que les àrees o els objectes no queden alterats. En alguns casos, la teledetecció pot donar més informació de la que sensors en llocs concrets podrien proporcionar i/o fa possible recollir dades en àrees perilloses o inaccessibles. Aquestes aplicacions inclouen el control d'àrees de desforestació com la conca de l'Amazones, els efectes del canvi climàtic en glaceres i regions àrtiques i antàrtiques, o el sondatge de profunditat en zones profundes de l'oceà i la costa. Un altre exemple és la recollida d'informació militar, que durant la guerra freda es feu en àrees perilloses de la frontera.
Altres usos inclouen diferents àrees de les ciències de la terra, com l'administració de recursos naturals, en el camp de l'agricultura, l'ús de la terra i la conservació, i la seguretat nacional i el control de les àrees de frontera. O les plataformes orbitals, que recullen i transmeten dades de diferents parts de l'espectre electromagnètic, les quals conjuntament amb sensors aeris o terrestres a gran escala proporcionen als investigadors prou informació per a seguir fenòmens com El Niño o altres fenòmens naturals de llarg abast.

## Radiació

Això és un esquema de les estacions. A més de la densitat de la llum incident, la dissipació de la llum en l'atmosfera és més gran quan cau en un angle superficial.

Els físics atmosfèrics típicament divideixen radiació en radiació solar (emesa pel sol) i radiació terrestre (emesa per la superfície i l'atmosfera de la terra).
La radiació solar presenta una varietat de longituds d'ona. La llum visible té longituds d'ona entre 0.4 i 0.7 micròmetres. Les longituds d'ona més curtes es coneixen com a part ultraviolada (UV) de l'espectre, mentre que les longituds d'ona més llargues s'agrupen a la porció infraroja de l'espectre. L'ozó és més eficaç absorbint radiació al voltant de 0.25 micròmetres, on trobem els raigs UV-c. Això augmenta la temperatura de l'estratosfera dels voltants. La neu reflecteix el 88% dels raigs d'UV, mentre que la sorra en reflecteix un 12% i l'aigua només el 4%. Com més oblic és l'angle entre l'atmosfera i els raigs del sol, més probablement l'energia serà reflectida o absorbida per l'atmosfera.
La radiació terrestre s'emet a longituds d'ona molt més llargues que la radiació solar. Això és perquè la terra és molt més freda que el sol. La radiació terrestre s'emet  a través d'una gamma de longituds d'ona, formalitzat a la llei de Planck. La longitud d'ona d'energia màxima és al voltant 10 micròmetres.

## Física dels núvols
La física dels núvols és l'estudi dels processos físics que condueixen a la formació, creixement i precipitació dels núvols. Els núvols estan composts de gotetes microscòpiques d'aigua (núvols tebis), cristalls minúsculs de gel, o ambdós (núvols de fase barrejada). Sota condicions adequades, les gotetes es combinen per formar precipitació, que pot caure fins al terra. La mecànica precisa de com els núvols es formen i creixen encara no està completament clara, però els científics han desenvolupat teories que expliquen l'estructura dels núvols mitjançant l'estudi la microfísica de les gotetes individuals. Avenços en les tecnologies de radar i satèl·lit també han permès l'estudi precís de núvols a gran escala.

## Electricitat atmosfèrica

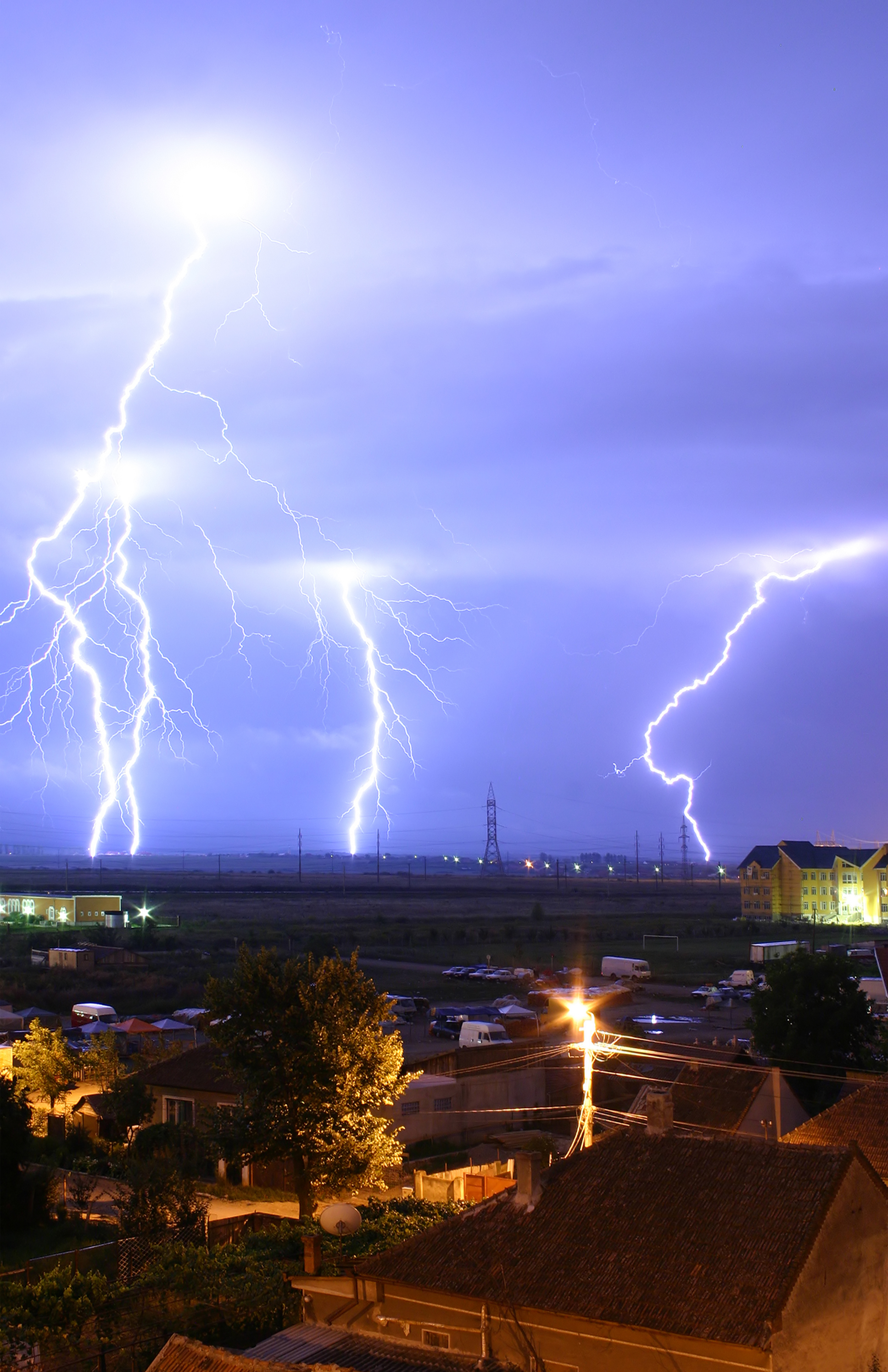
Llampec de núvol a terra en el circuit elèctric atmosfèric global.

L'electricitat atmosfèrica és la variació regular diürna de la xarxa electromagnètica atmosfèrica de la Terra (o, en termes més generals, el sistema elèctric de qualsevol planeta en la seva capa de gasos). La superfície de la Terra, la ionosfera, i l'atmosfera es coneixen com a circuit elèctric atmosfèric global. El llampec allibera  des de 30.000 amperes, fins a 100 milions de volts, i emet llum, ones radiofòniques, raigs X i fins i tot rajos gamma. La temperatura del plasma dins el llampec es pot apropar a 28.000 kèlvins i les densitats d'electró poden superar 1024/m³.

## Marea atmosfèrica
Les marees d'amplitud atmosfèrica més grans es generen  principalment a la troposfera i estratosfera quan l'atmosfera s'escalfa periòdicament quan el  vapor d'aigua i l'ozó absorbeixen radiació solar durant el dia. Les marees generades són capaces de propagar-se lluny d'aquestes regions originàries i ascendeixen a la mesosfera i termosfera. Les marees atmosfèriques es poden mesurar com a fluctuacions regulars dins el vent, temperatura, densitat i pressió.
Tot i que les marees atmosfèriques comparteixen alguns aspectes amb les marees oceàniques, tenen dues característiques distintives:
- Són principalment provocades per l'escalfament de l'atmosfera a causa de la radiació solar, mentre que les marees oceàniques ho són principalment pel camp gravitatori de la lluna. Això significa que la majoria de les marees atmosfèriques tenen períodes d'oscil·lació relacionats amb la longitud de 24 hores del dia solar mentre que marees oceàniques tenen períodes més llargs d'oscil·lació relacionats amb al dia lunar (temps entre trànsits lunars successius) d'aproximadament 24 hores i 51 minuts.[12]

- Es propaguen en una atmosfera on la densitat varia significativament amb l'alçada. Una conseqüència d'aquest fet és que les seves amplituds augment exponencialment segons l'ascensió progressiva de la marea a regions més rarificades de l'atmosfera. Per contrast, la densitat dels oceans varia només lleugerament amb la profunditat i per això les marees no necessàriament varien en amplitud amb la profunditat.

S'ha de tenir en compte que, tot i que l'escalfor solar és responsable de la majoria de les marees atmosfèriques d'amplitud més gran, els camps gravitatoris del sol i la lluna també aixequen marees en l'atmosfera, sent la marea atmosfèrica gravitacional de la lluna significativament més gran que el seu homòleg solar.
A nivell de terra, les marees atmosfèriques es poden detectar com a petites oscil·lacions en la pressió de superfície  amb períodes de 24 i 12 hores. Els moments de màxima pressió diària succeeix a les10 del matí i del vespre (hora local), mentre que els mínims ocorren a les 4 de la matinada i de la tarda (hora local). El màxim absolut ocorre a les10 del matí, mentre que el mínim absolut ocorre a les 4 de la tarda. Tanmateix, a alçades superiors de l'atmosfera les amplituds de les marees poden esdevenir molt grans: a la mesosfera (alçades de ~ 50 – 100 km) les marees atmosfèriques poden assolir amplituds de més de 50 m/s i sovint és la part més significativa del moviment de l'atmosfera.

## Aeronomia

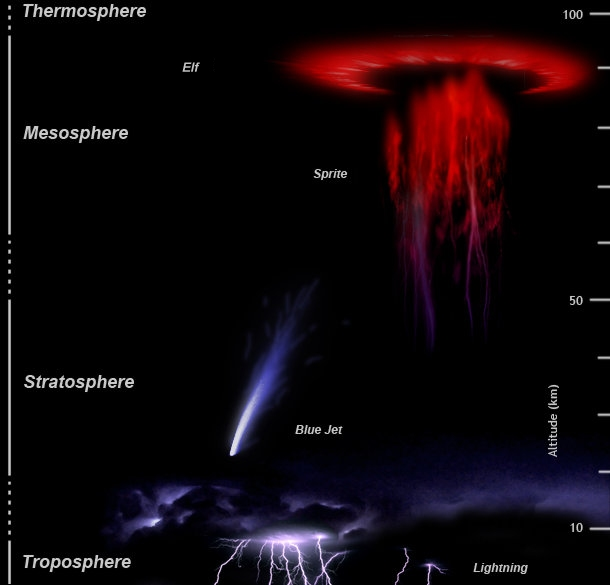
Representació d'un llampec de l'atmosfera superior i el fenomen de descàrrega elèctrica.

L'aeronomia és la ciència de la regió superior de l'atmosfera, on la dissociació i la ionització són importants. El terme aeronomia fou introduït per Sydney Chapman el 1960. Avui, el terme també inclou la ciència d'aquestes mateixes regions en atmosferes d'altres planetes. Investigar dins l'aeronomia requereix accés a globus aerostàtics, satèl·lits, i coets sonda que proporcionen dades valuoses sobre aquesta regió de l'atmosfera. Les marees atmosfèriques juguen una funció important interaccionant amb l'atmosfera més baixa i amb la superior. Entre els fenòmens que s'hi estudien hi ha les descàrregues dels llampecs de l'atmosfera superior o esdeveniments lluminosos anomenats espectres vermells, espectres halos, jets blaus i elfs.

## Centres de recerca
Al Regne Unit, els estudis atmosfèrics estan recolzats per la Met Office, el Consell de Recerca d'Entorn Natural i el Science and Technology Facilities Council. Divisions de l'Administració Nacional Oceànica i Atmosfèrica (NOAA) d'EEUU supervisen projectes de recerca i modelat del temps que implica la física atmosfèrica. El centre de ionosfera i Astronomia Nacional també duu a terme estudis de l'atmosfera alta. A Bèlgica, l'Institut belga per Aeronomia Espacial estudia l'atmosfera i l'espai exterior. A Catalunya, l'Observatori de l'Ebre té un equip d'aeronomia, el qual treballa sobre la variabilitat del camp magnètic terrestre i la ionosfera, tant a l'escala global com local.